# Policijski sat
Policijski sat je određeno vrijeme u danu nakon kojeg određene osobe (ili sve osobe) moraju biti u vlastitim domovima. Policijski sat se najčešće odnosi na građane (civile), a čest je tijekom elementarnih nepogoda ili ratnih stanja.
U mirnodopskom vremenu gotovo sva nacionalna zakonodavstva propisuju policijski sat za maloljetnike. U Republici Hrvatskoj prema odredbama obiteljskog zakonodavstva maloljetnici mlađi od 16 godina ne smiju biti izvan svog doma od 23:00 sata do 05:00 (osim ako su u pratnji roditelja).